# TP d'Or 2008
Els Premis TP d'Or 2008 s'entregaren el 10 de febrer de 2009. La gala va tenir lloc al Palacio de Congresos (Campo de las Naciones), va estar organitzada per La Sexta i presentada per Manel Fuentes i Eva González.
Aquest any, com a novetat, es van incloure les categories de Millor Cadena de TDT i Millor Presentadora d'Informatius, així com la separació de sexes en la categoria Millor Presentador de Varietats.
| Categoría                              | Programa                         | Persona                          | Resultat   | Premi entregat per...                     |
| -------------------------------------- | -------------------------------- | -------------------------------- | ---------- | ----------------------------------------- |
| Actor                                  | Cuéntame cómo pasó               | Imanol Arias                     | Guanyador  | Amaia Salamanca i Óscar Martínez          |
| Actor                                  | Aída                             | Paco León                        | Nominat    | Amaia Salamanca i Óscar Martínez          |
| Actor                                  | Sin tetas no hay paraíso         | Miguel Ángel Silvestre           | Nominat    | Amaia Salamanca i Óscar Martínez          |
| Actriu                                 | El internado                     | Amparo Baró                      | Guanyadora | Mar Saura i Manuel Bandera                |
| Actriu                                 | Aída                             | Carmen Machi                     | Nominada   | Mar Saura i Manuel Bandera                |
| Actriu                                 | Sin tetas no hay paraíso         | Amaia Salamanca                  | Nominada   | Mar Saura i Manuel Bandera                |
| Presentador de Varietats i Espectacle  | Sé lo que hicisteis...           | Ángel Martín                     | Guanyador  | Susanna Griso i Rafa Méndez               |
| Presentador de Varietats i Espectacle  | Buenafuente                      | Andreu Buenafuente               | Nominat    | Susanna Griso i Rafa Méndez               |
| Presentador de Varietats i Espectacle  | El hormiguero                    | Pablo Motos                      | Nominat    | Susanna Griso i Rafa Méndez               |
| Presentadora de Varietats i Espectacle | Sé lo que hicisteis...           | Patricia Conde                   | Guanyadora | Manu Sánchez i Óscar Rincón               |
| Presentadora de Varietats i Espectacle | Gran hermano, Diario de...       | Mercedes Milá                    | Nominada   | Manu Sánchez i Óscar Rincón               |
| Presentadora de Varietats i Espectacle | Espejo público                   | Susanna Griso                    | Nominada   | Manu Sánchez i Óscar Rincón               |
| Presentador d'Informatius              | Antena 3 Noticias                | Matías Prats                     | Guanyador  | Ana García Obregón                        |
| Presentador d'Informatius              | Noticias Cuatro                  | Iñaki Gabilondo                  | Nominat    | Ana García Obregón                        |
| Presentador d'Informatius              | Telediario                       | Lorenzo Milá                     | Nominat    | Ana García Obregón                        |
| Presentadora d'Informatius             | Telediario                       | Ana Blanco                       | Guanyadora | Imanol Arias                              |
| Presentadora d'Informatius             | LaSexta Noticias                 | Mamen Mendizábal                 | Nominada   | Imanol Arias                              |
| Presentadora d'Informatius             | Antena 3 Noticias                | Lourdes Maldonado                | Nominat    | Imanol Arias                              |
| Sèrie Nacional                         | Sin tetas no hay paraíso         | Sin tetas no hay paraíso         | Guanyadora | Inés Ballester                            |
| Sèrie Nacional                         | Cuéntame cómo pasó               | Cuéntame cómo pasó               | Nominada   | Inés Ballester                            |
| Sèrie Nacional                         | El internado                     | El internado                     | Nominada   | Inés Ballester                            |
| Sèrie Estrangera                       | House                            | House                            | Guanyador  | David Castillo i Santiago Crespo          |
| Sèrie Estrangera                       | Els Simpsons                     | Els Simpsons                     | Nominat    | David Castillo i Santiago Crespo          |
| Sèrie Estrangera                       | CSI                              | CSI                              | Nominat    | David Castillo i Santiago Crespo          |
| Telenovel·la o Serial                  | Amar en tiempos revueltos        | Amar en tiempos revueltos        | Guanyador  | Ana Pastor i Josep Lobató                 |
| Telenovel·la o Serial                  | Lalola                           | Lalola                           | Nominat    | Ana Pastor i Josep Lobató                 |
| Telenovel·la o Serial                  | Yo soy Bea                       | Yo soy Bea                       | Nominat    | Ana Pastor i Josep Lobató                 |
| Informatiu diari                       | Noticias 2 (Antena 3)            | Noticias 2 (Antena 3)            | Guanyador  | Patricia Conde i Antonio Lobato           |
| Informatiu diari                       | Noticias 1 (Antena 3)            | Noticias 1 (Antena 3)            | Nominat    | Patricia Conde i Antonio Lobato           |
| Informatiu diari                       | Telediario 1 (TVE)               | Telediario 1 (TVE)               | Nominat    | Patricia Conde i Antonio Lobato           |
| Actualitat i Reportatges               | Callejeros                       | Callejeros                       | Guanyador  | María Avizanda i Ángel Martín             |
| Actualitat i Reportatges               | Informe semanal                  | Informe semanal                  | Nominat    | María Avizanda i Ángel Martín             |
| Actualitat i Reportatges               | El intermedio                    | El intermedio                    | Nominat    | María Avizanda i Ángel Martín             |
| Programa d'espectacle i entreteniment  | Buenafuente                      | Buenafuente                      | Guanyador  | Carlos Lozano i Javier Estrada            |
| Programa d'espectacle i entreteniment  | Esta casa era una ruina          | Esta casa era una ruina          | Nominat    | Carlos Lozano i Javier Estrada            |
| Programa d'espectacle i entreteniment  | El Hormiguero                    | El Hormiguero                    | Nominat    | Carlos Lozano i Javier Estrada            |
| Magazine                               | El programa de Ana Rosa          | El programa de Ana Rosa          | Guanyador  | Nieves Herrero Cerezo i Consuelo Berlanga |
| Magazine                               | España directo                   | España directo                   | Nominat    | Nieves Herrero Cerezo i Consuelo Berlanga |
| Magazine                               | Sé lo que hicisteis...           | Sé lo que hicisteis...           | Nominat    | Nieves Herrero Cerezo i Consuelo Berlanga |
| Concurs                                | Pasapalabra                      | Pasapalabra                      | Guanyador  | Cristina Villanueva Ramos i Iker Lastra   |
| Concurs                                | Password                         | Password                         | Nominat    | Cristina Villanueva Ramos i Iker Lastra   |
| Concurs                                | La ruleta de la suerte           | La ruleta de la suerte           | Nominat    | Cristina Villanueva Ramos i Iker Lastra   |
| Reality                                | Pekín Express                    | Pekín Express                    | Guanyador  | Elena Ballesteros i Berto Romero          |
| Reality                                | ¡Mira quién baila!               | ¡Mira quién baila!               | Nominat    | Elena Ballesteros i Berto Romero          |
| Reality                                | Gran hermano                     | Gran hermano                     | Nominat    | Elena Ballesteros i Berto Romero          |
| Programa Infantil i Juvenil            | Megatrix                         | Megatrix                         | Guanyador  | Pilar Rubio i Jorge Fernández             |
| Programa Infantil i Juvenil            | El conciertazo                   | El conciertazo                   | Nominat    | Pilar Rubio i Jorge Fernández             |
| Programa Infantil i Juvenil            | Los Lunnis                       | Los Lunnis                       | Nominat    | Pilar Rubio i Jorge Fernández             |
| Cadena de TDT                          | .Neox                            | .Neox                            | Guanyadora | Luján Argüelles i Juanra Bonet            |
| Cadena de TDT                          | Disney Channel                   | Disney Channel                   | Nominat    | Luján Argüelles i Juanra Bonet            |
| Cadena de TDT                          | Teledeporte                      | Teledeporte                      | Nominat    | Luján Argüelles i Juanra Bonet            |
| Programa d'esports                     | Retransmissions JJOO Pequin 2008 | Retransmissions JJOO Pequin 2008 | Guanyador  | Efrén Reyero i Almudena Cid               |
| Programa d'esports                     | Retransmissions Fórmula 1        | Retransmissions Fórmula 1        | Nominat    | Efrén Reyero i Almudena Cid               |
| Programa d'esports                     | Retransmissions Eurocopa         | Retransmissions Eurocopa         | Nominat    | Efrén Reyero i Almudena Cid               |
| Anunci                                 | Freixenet                        | Freixenet                        | Guanyador  | Paula Echevarría i Gonzalo Miró           |
| Anunci                                 | Coca-Cola                        | Coca-Cola                        | Nominat    | Paula Echevarría i Gonzalo Miró           |
| Anunci                                 | Iberia                           | Iberia                           | Nominat    | Paula Echevarría i Gonzalo Miró           |
| Premi Especial a tota una vida         | Manuel Alexandre Abarca          | Manuel Alexandre Abarca          | Guanyador  | Álvaro de Luna                            |